# Secret Diary of a Call Girl
Secret Diary of a Call Girl, titulada en España Servicio completo (en su emisión en FOX) o El diario secreto de Hannah (en Divinity), y Diario de una prostituta en América Latina es una serie de televisión británica protagonizada por Billie Piper, quien interpreta a Hannah Baxter, quien por las noches se convierte en Belle, una prostituta de lujo londinense. La serie está escrita por Lucy Prebble.
Tras meses de especulación, se ha conocido recientemente que Billie ha firmado un contrato de dos millones de libras para volver a meterse en la piel de Hannah en una cuarta y última temporada, que será emitida por ITV2 a partir del 27 de enero del año 2011.

## Producción
Los derechos del blog de Belle de Jour, para adaptar la historia de la famosa prostituta británica a la televisión, fueron comprados por Silverapples Media (Avril MacRory y Paul Duane), quienes coprodujeron la serie con Tiger Aspect Productions. En un principio, la serie iba a ser desarrollada por el canal británico Channel 4, pero cuando Channel 4 dejó a la deriva el proyecto, fue adoptado por la cadena televisiva ITV.
ITV decidió transmitir la serie en el espacio nocturno de las 22:00, como parte del bloque televisivo de ITV2, "XXL Thursday".
El tema musical central de la serie, es un fragmento instrumental de "You Know I'm No Good" de Amy Winehouse, el que suena junto a la aparición de los créditos de inicio, mientras se ven imágenes de Belle maquillándose y vistiéndose, intercaladas con varios exteriores de las zonas urbanas de Londres.
En América Latina, la serie fue promovida en VH1 con un anuncio filmado en Argentina con actores de la agencia argentina "EBTalent", junto a la canción "Flashing Lights" de Kanye West.
También lo siguen emitiendo por el canal de TV de paga I.Sat desde el 2009.

## Argumento
Secret Diary of a Call Girl, ambientada en Londres gira en torno a la vida de Hannah Baxter, una mujer aparentemente normal, que vive una vida secreta trabajando como prostituta bajo el seudónimo de "Belle de Jour". La serie se centra en su vida profesional, su vida privada y las complicaciones que conlleva trabajar como "call girl".

## Personajes
- Billie Piper es Hannah Baxter/Belle de Jour: Hannah Baxter es una chica de 27 años que vive en Londres y que ha trabajado los últimos años como prostituta de lujo. Es independiente, linda e ingeniosa y le encanta su estilo de vida y su trabajo, pero cuanto más tiempo pasa, más insostenible para Hannah se hace llevar una vida secreta.

- Iddo Goldberg es Ben, el exnovio de Hannah, y también su mejor amigo. Se conocieron en la universidad y han tenido una estrecha amistad desde entonces. El único secreto entre ellos es el trabajo de Hannah, y por tanto, la existencia de Belle. Ben está saliendo con una chica llamada Vanessa, pero en secreto siempre ha seguido enamorado de su mejor amiga.

- Cherie Lunghi es Stephanie, la jefa de la agencia donde trabaja Belle. Cuando era joven, solía trabajar como prostituta. Es rica, glamourosa y con un ingenio perverso.

- Ashley Madekwe es Bambi, una aprendiz de prostituta con una gran habilidad para meterse en líos. Muy inocente, siempre intenta que Belle la ayude con sus clientes. Bambi quiere ser "call girl" por una única razón: el dinero.

- Callum Blue es Alex McLeod. Es médico, y sería el novio perfecto para Hannah si éste no se empeñara en conocer todos los detalles de la chica. Se muestra confiado y abierto, y espera que la gente se abra a él con la misma facilidad que él muestra.

- James D'Arcy es Duncan. Es el editor de Belle a partir de la tercera temporada. Éste intenta convencer a la chica a que publique una segunda novela, tras el éxito de la primera. Duncan es estereotipado como un gran adicto al trabajo que frecuenta prostitutas.

- David Dawson es Byron Seebohm, un joven excéntrico que proviene de una familia aristocrática. Viste con un particular toque bohemio y desaliñado, intentando así romper el estereotipo convencional de aristócrata que todo el mundo espera de él desde su nacimiento. El chico se convierte en uno de los clientes regulares de Bambi a partir de la tercera temporada.

## Episodios
Todas las temporadas de la serie están compuestas de ocho episodios; Secret Diary of a Call Girl fue renovada para tener una tercera temporada incluso antes de que la segunda terminara de emitirse. El rodaje de la segunda temporada tuvo varias complicaciones debido al embarazo de Billie Piper, por lo que se contrató una doble de cuerpo, que fue usada en algunas escenas.
El rodaje de la tercera temporada de la serie comenzó a principios de 2009, una vez que Billie Piper se recuperó del nacimiento de su primer hijo, Winston, en octubre de 2008. La protagonista declaró que asumiría el papel de productora ejecutiva de la próxima temporada de la serie. Antes del estreno de la tercera temporada se emitió una entrevista entre Billie Piper y Brooke Magnanti, la verdadera Belle de Jour, titulado, Billie and the Real Belle Bare All (en español Billie y la verdadera Belle al desnudo).

## Emisiones internacionales
El show comenzó su transmisión por Showcase Television en Canadá el 22 de noviembre de 2007.
En los Estados Unidos, Showtime transmitirá los ocho episodios de la primera temporada en junio de 2008, con un compromiso para 12 episodios adicionales.[cita requerida] Robert Greenblatt, presidente creativo de Showtime, consideró en un principio comprar los derechos de formato y hacer audiciones con actores estadounidenses, pero en última instancia decidió que la serie original era "fantástica"; Greenblatt también notó que "es muy difícil encontrar actrices estadounidenses que se encuentren cómodas al hacer el desnudo."
En Suecia, Kanal 5 comenzó la transmisión de la serie a inicios de abril de 2008.
En Nueva Zelanda, Prime comenzó la transmisión del show el jueves 1° de mayo de 2008 a las 21:30.
En América Latina, VH1 Latinoamérica inició la transmisión del programa subtitulado al español los lunes a las 22:00 a partir del 5 de mayo de 2008 bajo el nombre de "Diario de una Prostituta". Debido a las escenas de sexo del programa, se daba una advertencia para la audiencia televisiva. La transmisión de la primera temporada finalizó el 23 de junio de 2008, y actualmente se está retransmitiendo. El eslogan utilizado para la propaganda del show es: "La vida de una mujer que consigue lo que quiere a cambio de todo lo que tiene."
También se empezó a transmitir en el canal I.Sat.
En Francia, Téva comenzó a transmitir la serie el 10 de mayo de 2008.
En el Reino Unido, durante mayo y junio de 2008, la primera temporada fue retransmitida los miércoles, ahora por el canal principal de ITV1.
En España se emite desde el 24 de enero de 2009 todos los sábados a las 0.00 con el nombre de "Servicio completo" en Fox España y los miércoles de madrugada en Divinity con el nombre de "El diario secreto de Hannah".

## Estreno en DVD
La primera temporada se estrenó en DVD el 7 de enero de 2008. Muchas de las canciones usadas en los episodios que fueron usados en la serie televisiva no estuvieron en el DVD, debido a razones de licencia.[cita requerida]

## Cifras de teleaudiencia
La primera temporada obtuvo un promedio de 1,242,125 espectadores. Las siguientes estadísticas semanales de televidentes que vieron show son proporcionadas por la Broadcasters' Audience Research Board:
| Episodio | Fecha de la primera emisión | Audiencia total |
| -------- | --------------------------- | --------------- |
| 1        | 27 de septiembre de 2007    | 1,997,000       |
| 2        | 4 de octubre de 2007        | 1,475,000       |
| 3        | 11 de octubre de 2007       | 1,098,000       |
| 4        | 18 de octubre de 2007       | 1,108,000       |
| 5        | 25 de octubre de 2007       | 1,077,000       |
| 6        | 1° de noviembre de 2007     | 1,003,000       |
| 7        | 8 de noviembre de 2007      | 1,194,000       |
| 8        | 15 de noviembre de 2007     | 985,000         |

## Versiones
- En chile el canal Televisión Nacional de Chile creó su propia version de la serie británica Secret Diary of a Call Girl titulada; El diario secreto de una profesional protagonizada por Fernanda Urrejola. Siendo éxito en sintonía en chile.[cita requerida]